# 宝生寺 (豊後大野市)
宝生寺（ほうしょうじ）は、大分県豊後大野市清川町宇田枝にある臨済宗妙心寺派の寺院。本尊は釈迦如来。豊後大野市指定史跡。境内には約100本のイロハモミジやオオモミジ等があり、紅葉の名所として知られる。

## 歴史
寺伝によれば、久安年間（1145年-1151年）に源為朝によって建立したとされ、本堂にある十一面観音坐像は「為朝公背負の仏」と呼ばれる。
一方、享和3年（1803年）に完成した『豊後国志』では、大友氏第14代当主大友親隆が1450年（宝徳2年）に、明室禅師を開山とし、御嶽神社の別当寺として創建したとされる。ただし、境内の石造物にはこれより古い年代の銘が見られるため、寺は南北朝時代以前から存在しており、大友氏によって再興されたものと考えられている。
江戸時代には、岡藩藩主中川氏の庇護のもとで隆盛した。

## 文化財

### 豊後大野市指定史跡
- 宝生寺 - 2005年（平成17年）3月31日指定（1988年（昭和63年）10月1日清川村指定）[1]

### 豊後大野市指定有形文化財
- 十一面観音坐像 - 2005年（平成17年）3月31日指定（1995年（平成7年）10月1日清川村指定）
本堂仏壇に安置されている。像高91.3cmで、桧材の寄木造り。胎内の銘によれば寛文3年（1663年）に加藤清左衛門を施主として再興されたものであるが、頭部は以前の像からの転用とみられている[8]。創建当初の本尊とされる[6]。
- 宝生寺石幢 - 2005年（平成17年）3月31日指定（1988年（昭和63年）10月1日清川村指定）
寺の入口に位置する。銘文はないが室町時代の作と推定されている。総高2.85m。この地域には珍しく平面が円形の笠・中台・幢身を持ち、龕部には六地蔵や十王・俗人像が刻まれている[9]。
- 宝生寺石塔 - 2005年（平成17年）3月31日指定（1988年（昭和63年）10月1日清川村指定）
境内にある石塔群。元徳2年（1330年）の銘がある宝塔や、応永14年（1402年）の銘がある宝篋印塔等からなる[9]。

## 交通
- JR九州豊肥本線豊後清川駅から車で10分[4]。